# Stefanie Stüber
Stefanie Stüber (ur. 11 grudnia 1982) – niemiecka zapaśniczka startująca w stylu wolnym. Zajęła ósme miejsce na mistrzostwach świata w 2003 i 2006. Zdobyła cztery medale na mistrzostwach Europy w latach 2003 - 2009. Brązowa medalistka wojskowych MŚ z 2010. Piąta w Pucharze Świata w 2003.
Siedmiokrotna mistrzyni Niemiec w latach: 2003, 2004, 2006, 2007, 2009, 2010 i 2012 i trzecia w 2002 i 2011 roku.